# Utila (ort)
Utila är en ort i Honduras.   Den ligger i departementet Departamento de Islas de la Bahía, i den norra delen av landet, 230 km norr om huvudstaden Tegucigalpa. Utila ligger 16 meter över havet och antalet invånare är 3 000.
Terrängen runt Utila är mycket platt. Havet är nära Utila österut.